# Samsung Gear Fit
Samsung Gear Fit là đồng hồ thông minh được sản xuất bởi Samsung Electronics. Được giới thiệu tại Mobile World Congress thường niên tại Barcelona, Tây Ban Nha, vào 24 tháng 2 cùng với Galaxy S5, Gear 2, Gear Neo. Là thiết bị sử dụng màn hình Super AMOLED cong đầu tiên, nó dùng để cập nhật cuộc gọi, emails, SMS, báo thức, đồng hồ bấm giờ, S-planner và một số phần mềm thứ ba. Tính năng đặc biệt của nó dùng để tập thể dục và đo nhịp tim. Ngoài ra nó còn có tính năng chống nước và chống bụi IP67.

## Liên kết
- Trang chủ Samsung